# Rectidigitus szentivanyi
Rectidigitus szentivanyi är en loppart som beskrevs av Holland 1969. Rectidigitus szentivanyi ingår i släktet Rectidigitus och familjen Stivaliidae. Inga underarter finns listade i Catalogue of Life.